# Gary Vaynerchuk
Gary Vaynerchuk, född som Gennady Vaynerchuk den 14 november 1975 i Babrujsk i Vitryska SSR i Sovjetunionen, är en amerikansk entreprenör och författare med sammanlagt fyra böcker på New York Times försäljningslista. Vaynerchuk blev först känd som vinkännare. Idag är han mest känd inom webbmarknadsföring och sociala medier men även som ledare av New York-baserade Vaynermedia och Vaynerx.
Vaynerchuk håller regelbundet föredrag vid globala entreprenörs- och teknologikonferenser och arbetar  som rådgivare till flera multinationella företag.

## Barn- och ungdom
Vaynerchuk föddes i Sovjetunionen och immigrerade till USA 1978, efter att Sovjetunionen skrivit under SALT I-avtalet, som tillät sovjetiska judar att lämna landet i utbyte mot amerikanskt vete. Gary och åtta familjemedlemmar bodde i en enrumslägenhet i Queens i New York. Efter att ha bott i Queens flyttade de till Edison i New Jersey. Vid 14 års ålder började han arbeta i familjens vinbutik. 1998 tog Vaynerchuk sin kandidatexamen vid Mount Ida College i Newton i Massachusetts.

## Karriär
1999 tog Vaynerchuck över den löpande driften av faderns butik i New Jersey. Han ändrade namn på butiken till Wine Library och startade nätförsäljning. I augusti 2011 meddelade Vaynerchuk att han skulle lämna företaget för att fokusera på Vaynermedia, ett digitalt företag han grundat tillsammans med sin bror 2009.